# Daniel Maigné
 (mars 2025).
Motif : Pas convaincu de la PàS d'il y a 4 ans, pas de sources secondaires centrées d'envergure nationale
- Archive Wikiwix
- Bing
- Cairn
- DuckDuckGo
- E. Universalis
- Gallica
- Google
- G. Books
- G. News
- G. Scholar
- Persée
- Qwant
- (zh) Baidu
- (ru) Yandex
- (wd) trouver des œuvres sur Wikidata

| 1. | Préciser le motif de la pose du bandeau. | Précisez le motif de la pose du bandeau en utilisant la syntaxe suivante : {{admissibilité à vérifier\|date=août 2025\|motif=remplacez ce texte par le motif}}                     |
| 2. | Informer les utilisateurs concernés.     | Pensez à avertir le créateur de l'article, par exemple, en insérant le code ci-dessous sur sa page de discussion : {{subst:avertissement admissibilité à vérifier\|Daniel Maigné}} |

Daniel Maigné né le 26 février 1957 à Toulouse, est un photographe français. 

## Biographie
Après des études secondaires au lycée R. Naves de Toulouse, il aborde la photographie en 1977 avec le soutien d'A. de Berranger (Studio Profil, Toulouse), établit une banque d'images sur la filière laitière pour l'ULPAC (groupement de coopératives agro-alimentaires) en 1980 et s'installe photographe dans le Gers en 1981, alternant des travaux de commandes variés et des créations marquées par une approche intimiste de thèmes issus de la vie quotidienne. 
Auteur de plusieurs cycles de travaux : sur la ruralité, sur le rituel d'une équipe de rugby, sur les formes de la construction, sur la paternité et l'enfance, cycles qui ont pour la plupart été édités et/ou exposés en collaboration avec des institutions publiques françaises.
Depuis 2001, il documente les panoramas photographiques des versants Nord et Sud des Pyrénées, publiés dans des livres accordéons.

## Collections publiques
- Bibliothèque Nationale de France (cabinet des estampes et data BNF)
- Maison Européenne de la Photographie, Paris (donation B. Plossu)
- Archives Départementales et Conservation du Patrimoine et des Musées du Gers, Abbaye de Flaran
- Artothèque et collection du Centre régional de photographie Hauts-de-France[7]
- Centre d'Architecture, d'Urbanisme et d'Environnement de Haute-Garonne, Toulouse
- Collection Prestige d'Objectif / Image (Paris) ; Collection Art/Boss, Condom (32)
- Villes de Lannion (22), La Rochelle (17), Thouars (79), Chartres de Bretagne (35), Auch (32)

## Livres
- Peaux de terre, Editions Filigranes - 1996[8]
- Carrés Ovale, Editions Subervie - 1998[9]
- Vents d'Autan, Editions Centre Régional de Photographie du Nord/Pas-de-Calais - 2001[10]
- La Profondeur des champs (sillon 1), Editions Conservation du Patrimoine (Gers) - 2009

## Principales expositions individuelles
- 2023  Musée Européen d'Art Campanaire, L'isle-Jourdain (32)[11]
- 2017  Abbaye de Flaran, centre patrimonial du Gers[12]
- 2016  Galerie Eq'Art, Marciac (32)[13], (rétrospective)
- 2014  Photo Muséum, Zarautz (Espagne)
- 2012  Centre Dramatique National Théâtre La Commune, Aubervilliers (93)
- 2012  Musée de la Chalosse, Montfort (40)
- 2009  Abbaye de Flaran, centre patrimonial du Gers[14]
- 2006  Alliance Française de Sapporo (Japon) ; Le Carré Amelot, La Rochelle (17)
- 2005  Wayang Gallery, Taipei (Taïwan)
- 2002  L'Imagerie, Lannion (22)[15], (duo avec N. Comment)
- 2001  Centre Régional de Photographie, Douchy les mines (59)
- 2001  Musée des Jacobins, Auch (32) ; Espace Apollo, Mazamet (81)
- 2000  Musée de Photographie, Mougins (06)
- 1998  Scène Nationale de l'Agora, Evry (91)
- 1997  Ecole Nationale Supérieure de la Photographie, Arles (13)
- 1995  Forum de l'Image, Toulouse ; Théâtre Ducournau, Agen (47)
- 1993  FNAC, Bordeaux ; Centre Cuzin, Auch (32)